# 中国驻宋卡总领事馆
中华人民共和国驻宋卡总领事馆，简称中国驻宋卡总领事馆，是中华人民共和国派驻泰国宋卡府宋卡的最高级别外交机构，位于宋卡府沙岛路9号（NO.9 SADAO ROAD , BO YANG ,MUANG SONGKHLA）。领区包括甲米府、春蓬府、董里府、那空是贪玛叻府、那拉提瓦府、北大年府、攀牙府、博他仑府、普吉府、也拉府、拉廊府、宋卡府、沙敦府和素叻他尼府。

## 历史沿革
1993年8月26日，中华人民共和国与泰王国兩國達成協議，中國在宋卡設置總領事館。1994年7月27日，中国駐宋卡總領事館正式開館。